# Dadjè FC
El Dadjè FC es un equipo de fútbol de Benín que juega en la Premier League de Benín, la primera división nacional.

## Historia
Fue fundado en el año 2012 en la ciudad de Aplahoué. En la temporada 2015/16 formó parte de la segunda división en una temporada de transición por la cancelación del fútbol en el país donde avanzó hasta la ronda de ascenso.
Tras la cancelación de la liga por la Pandemia de COVID-19 en 2020, el club llegó a jugar en la Premier League de Benín por primera vez en la reanudación en 2021 donde pudo mantener la categoría. En la temporada 2023/24 el club termina como subcampeón nacional detrás del Coton FC por cuatro puntos de distancia, logrando la clasificación a la Copa Confederación de la CAF 2024-25 donde fue eliminado en la segunda ronda por el RS Berkane de Marruecos.

## Palmarés
- Premier League de Benin: 1

2024-25

## Participación en competiciones de la CAF
| Temporada | Torneo                       | Ronda         | Club                  | Casa | Visita | Global |
| --------- | ---------------------------- | ------------- | --------------------- | ---- | ------ | ------ |
| 2024/25   | Copa Confederación de la CAF | Primera ronda | El Kanemi Warriors FC | 2-1  | 1-1    | 3-2    |
| 2024/25   | Copa Confederación de la CAF | Segunda ronda | RS Berkane            | 0-2  | 0-5    | 0-7    |